# Тахте-Пурі
Тахте-Пурі (перс. تخته پوري) — село в Ірані, у дегестані Чубар, у бахші Хавік, шагрестані Талеш остану Ґілян. За даними перепису 2006 року, його населення становило 166 осіб, що проживали у складі 37 сімей.

## Клімат
Середня річна температура становить 13,49°C, середня максимальна – 27,12°C, а середня мінімальна – -0,27°C. Середня річна кількість опадів – 832 мм.
| Клімат поселення                              | Клімат поселення | Клімат поселення | Клімат поселення | Клімат поселення | Клімат поселення | Клімат поселення | Клімат поселення | Клімат поселення | Клімат поселення | Клімат поселення | Клімат поселення | Клімат поселення | Клімат поселення |
| Показник                                      | Січ.             | Лют.             | Бер.             | Квіт.            | Трав.            | Черв.            | Лип.             | Серп.            | Вер.             | Жовт.            | Лист.            | Груд.            |                  |
| Середній максимум, °C                         | 10,48            | 10,13            | 11,96            | 16,28            | 20,46            | 25,00            | 27,12            | 26,77            | 22,32            | 19,63            | 14,97            | 11,13            |                  |
| Середня температура, °C                       | 5,27             | 4,92             | 6,76             | 11,09            | 15,26            | 19,77            | 23,26            | 22,91            | 18,46            | 15,77            | 11,11            | 7,28             |                  |
| Середній мінімум, °C                          | 0,07             | −0,27            | 1,55             | 5,89             | 10,05            | 14,58            | 19,41            | 19,05            | 14,59            | 11,92            | 7,26             | 3,42             |                  |
| Норма опадів, мм                              | 69               | 66               | 72               | 57               | 46               | 29               | 14               | 38               | 100              | 148              | 106              | 87               |                  |
| Середньомісячна швидкість вітру, м/с          | 2.36             | 2.50             | 2.48             | 2.44             | 2.33             | 2.51             | 2.70             | 2.48             | 2.13             | 2.07             | 2.11             | 2.10             |                  |
| Середньомісячна сонячна радіація, кДж/м²·день | 6778             | 9111             | 11260            | 15653            | 19820            | 22531            | 23502            | 19962            | 15991            | 10907            | 8222             | 6373             |                  |
| --------------------------------------------- | ---------------- | ---------------- | ---------------- | ---------------- | ---------------- | ---------------- | ---------------- | ---------------- | ---------------- | ---------------- | ---------------- | ---------------- | ---------------- |
| Джерело:                                      |                  |                  |                  |                  |                  |                  |                  |                  |                  |                  |                  |                  |                  |